# Epidendrum epidendroides
Epidendrum epidendroides là một loài thực vật có hoa trong họ Lan. Loài này được (Garay) Mora-Ret. & García Castro mô tả khoa học đầu tiên năm 1990.